# Похмура наука
Похмура наука (англ. The dismal science) — це принизливий термін для характеристики економіки. Томас Карлейль використав цю фразу у своєму есе 1849 року «Випадкові розмови про негритянське питання» на відміну від відомої на той час фрази «веселої науки», яка використовувалася для позначення мистецтва трубадурів .

## Походження

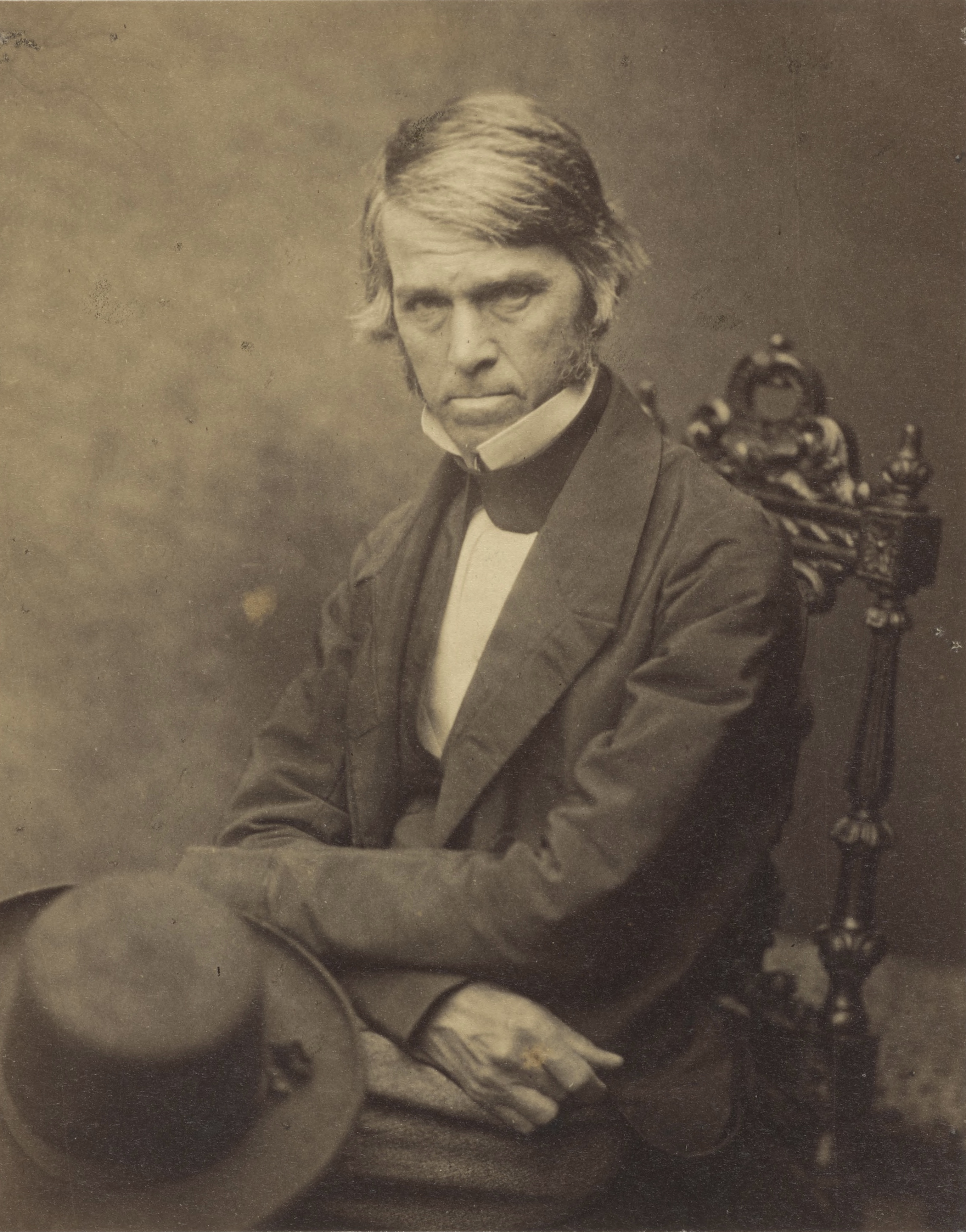
Томас Карлейль, Роберт Скотт Тейт, 31 липня 1854 р

Фраза «похмура наука» вперше зустрічається в трактаті Томаса Карлейля «Випадкові розмови про питання негрів» 1849 року, в якому він виступає за відновлення рабства з метою відновлення продуктивності у Вест-Індії : «Не «весела наука», я б сказав, як і деякі, про яких ми чули; ні, похмура, безлюдна і, справді, досить жалюгідна наука ; 
Економіка була «похмурою», «вбачаючи секрет цього Всесвіту в “попиті та пропозиції”, і зводячи обов'язок людських правителів до того, щоб залишити людей у спокої» або до особистої свободи.[1] Натомість, «ледачого чорношкірого у Вест-Індії» слід «примусити працювати так, як він здатен, і виконувати волю Творця, який його створив».[2] Карлайл також поширив цей імператив на інші раси.[1]

Карлайл не використовував фразу «похмура наука» як відповідь на економічно впливові теорії Томаса Мальтуса, який передбачав, що голод неминуче настане, оскільки прогнозоване зростання населення перевищуватиме темпи збільшення запасів продовольства. Однак Карлайл використав слово «похмура» по відношенню до теорії Мальтуса у праці «Чартизм» (1839):
Суперечки про Мальтуса і «принцип народонаселення», «превентивний контроль» і т.д., якими тривалий час оглушували громадськість, справді є досить сумними. Похмурий, твердий, похмурий, без надії ні на цей світ, ні на потойбічний - ось що таке превентивна перевірка і заперечення превентивної перевірки.
Джон Стюарт Мілл розкритикував точку зору Карлейля як чесноту самої праці, що гальмує розвиток слабких і вчиняє «вульгарну помилку, приписуючи всі відмінності, які він знаходить між людьми, початковій відмінності природи».  
Серед тих, на кого вплинула оцінка Карлейля, був Джон Раскін, який писав, що Карлайл «проклав шлях» до своєї власної критики політичної економії в «До останнього» (1860). 

## Крім Карлайла
Багато хто в той час і пізніше розумів цю фразу у зв'язку з похмурими прогнозами, зробленими на основі принципів політичної економії 19-го століття.[1] Згідно з Хамфрі Хаусом:[2].
Фраза Карлайла «похмура наука» цитується так часто, що є ризик подумати, що думка, яка стоїть за нею, стосується лише його самого та його послідовників; але ця думка була широко розповсюджена і вважалася обґрунтованим висновком з праць економістів: «Ніхто, - сказав [[Джон Елліот Кейрнс|J. E. Cairnes]], - не може вивчати політичну економію в працях її попередників, не будучи враженим похмурим світоглядом, який, в основному, вона розкриває для людського роду. Здається, [[Давид Рікардо]] свідомо вважав, що істотне поліпшення стану основної маси людства неможливе». Справа не лише в тому, що мальтузіанський принцип народонаселення і вчення про те, що заробітна плата повинна нормально і обов'язково падати до мінімальної точки, були з радістю прийняті нечестивими експлуататорами як виправдання їхніх прибутків; але тисячі людей, чиї безпосередні інтереси не були зачеплені цими переконаннями, не змогли уникнути їх. ... Мальтус висів над Англією, як хмара. Зараз важко усвідомити, що означало для тисяч добрих і розсудливих людей те, що вони вважали його принцип народонаселення абсолютно вірним - вірили, що в міру подолання бідності та підвищення рівня життя неодмінно з'явиться нова раса, яка балансуватиме на межі бідності, на грані голоду.  Як би вони не хотіли, щоб це було неправдою, вони боялися, що це правда...
(Однак Рікардо не вважав, що заробітна плата повинна завжди падати до мінімуму. Він вважав, що вона є функцією маржі виробництва .)
У сучасних термінах ця фраза іноді згадується синонімами, як-от «жалюгідна наука», як показано в цій цитаті Е. В. Дейкстри : «Оскільки економіка відома як «жалюгідна наука», програмна інженерія має бути відома як «приречена дисципліна». '". 
У сучасному дискурсі цей термін може стосуватися того факту, що економіка незмінно передбачає вивчення дефіциту, конфліктів і компромісів, що призводить до висновків і політичних рекомендацій, які можуть підкреслити обмеження та негативні аспекти людської поведінки та організації суспільства. 

## Зовнішні ресурси
- Визначення терміна «похмура наука» у Вікісловнику